# 普爾曼 (阿拉斯加州)
普爾曼（英語：Poorman）是位於美國阿拉斯加州育空-科尤庫克人口普查區的一個非建制地區。該地的面積和人口皆未知。

## 地理
普爾曼的座標為64°05′58″N 155°32′38″W / 64.09944°N 155.54389°W，而該地的平均海拔高度為153米（即504英尺）。